# Breda Mod. 31
La Breda Modello 31 è una mitragliatrice pesante italiana della seconda guerra mondiale prodotta dalla Società Italiana Ernesto Breda per Costruzioni Meccaniche.

## Storia

Breda Mod. 31 in impianto binato pesante, a punteria vincolata

L'arma è la copia su licenza della mitragliatrice antiaerea francese Hotchkiss da 13,2 mm. La Hotchkiss fu la mitragliatrice della Regia Marina durante la seconda guerra mondiale. Nella seconda metà degli anni trenta, la Breda acquistò la licenza di costruzione nel 1929 ma la messa a punto si prolungò fino al 1931, quando fu ufficialmente adottata per l'impiego sul naviglio e sui treni armati della Regia Marina. Arma affidabile e di buone prestazioni, fu sostituita dalla Breda 20/65 Mod. 1935. Venne installata dalla Ansaldo sui carri leggeri CV33 venduti al Brasile. Servì il Regio Esercito come arma principale sui carri comando.

## Tecnica

Breda Mod. 31 in impianto binato a scomparsa su un sommergibile classe Acciaio

La Breda Mod. 31 in installazione navale a impianto singolo

La Breda Mod. 31 è un'arma automatica con funzionamento a presa di gas e canna fissa da 75,6 calibri. Lo sparo avviene ad otturatore aperto. Il raffreddamento è ad aria tramite il manicotto ad alette lungo tutta la canna. L'alimentazione avviene tramite caricatori semicurvi da 30 colpi pesanti 1,46 kg scarichi.
La Regia Marina la impiegava su tutte le sue unità in impianti singoli e binati. L'impianto singolo, con affusto a forcella su sostegno a treppiede da 87 kg, era installato sui MAS. Gli impianti binati erano essenzialmente di due tipi: sulle unità maggiori era impiegato un impianto a punteria vincolata (con volantini), operato da un solo puntatore con seggiolino disassato a destra delle canne; questo tipo di affusto venne (parzialmente) sostituito a partire dal 1936 dall'impianto binato Breda Mod. 1935. Sui sommergibili era invece impiegato un particolare tipo di impianto binato a scomparsa, che in navigazione veniva calato in un compartimento a tenuta stagna.
La versione terrestre armava i carri-comando semoventi M41 e M42 e anche prototipo di veicolo trasporto truppe Ansaldo L40, installata in casamatta su blindosfera.